# 姬絲拉·杜高
姬絲拉·杜高（西班牙語：Gisela Dulko，西班牙語發音：[xiˈsela ˈðulko]，1985年1月30日—），出生于布宜諾斯艾利斯，阿根廷女子职业网球运动员。2001年1月開始轉為職業網球員；開始成名的是她在2005年的某一個賽事的單打決賽輸給中國的鄭潔而只能取得亞軍，直至兩年後（2007年）才開始取得第一個單打冠軍。
另外，她在2008年獲香港網球贊助人協會的邀請，參加由2009年1月7日至1月10日在維多利亞公園網球場舉行的表演賽。

## 外部連結
- 姬絲拉·杜高的国际女子网球协会官方資料（英文）
- 姬絲拉·杜高的國際網球總會 職業／青少年 官方資料（英文）
- Fed Cup - Player profile - Gisela DULKO (ARG) （页面存档备份，存于）
- Gisela Dulko - photos by Ralf Reinecke （页面存档备份，存于）
- Photos of Gisela
- Gisela Dulko Website